# RRH
RRH (англ. Retinal pigment epithelium-derived rhodopsin homolog) – білок, який кодується однойменним геном, розташованим у людей на короткому плечі 4-ї хромосоми.  Довжина поліпептидного ланцюга білка становить 337 амінокислот, а молекулярна маса — 37 423.
| 10         |  | 20         |  | 30         |  | 40         |  | 50         |
| ---------- |  | ---------- |  | ---------- |  | ---------- |  | ---------- |
| MLRNNLGNSS |  | DSKNEDGSVF |  | SQTEHNIVAT |  | YLIMAGMISI |  | ISNIIVLGIF |
| IKYKELRTPT |  | NAIIINLAVT |  | DIGVSSIGYP |  | MSAASDLYGS |  | WKFGYAGCQV |
| YAGLNIFFGM |  | ASIGLLTVVA |  | VDRYLTICLP |  | DVGRRMTTNT |  | YIGLILGAWI |
| NGLFWALMPI |  | IGWASYAPDP |  | TGATCTINWR |  | KNDRSFVSYT |  | MTVIAINFIV |
| PLTVMFYCYY |  | HVTLSIKHHT |  | TSDCTESLNR |  | DWSDQIDVTK |  | MSVIMICMFL |
| VAWSPYSIVC |  | LWASFGDPKK |  | IPPPMAIIAP |  | LFAKSSTFYN |  | PCIYVVANKK |
| FRRAMLAMFK |  | CQTHQTMPVT |  | SILPMDVSQN |  | PLASGRI    |  |            |

A: Аланін

C: Цистеїн

D: Аспарагінова кислота

E: Глутамінова кислота

F: Фенілаланін

G: Гліцин

H: Гістидин

I: Ізолейцин

K: Лізин

L: Лейцин

M: Метіонін

N: Аспарагін

P: Пролін

Q: Глутамін

R: Аргінін

S: Серин

T: Треонін

V: Валін

W: Триптофан

Кодований геном білок за функціями належить до рецепторів, g-білокспряжених рецепторів, білків внутрішньоклітинного сигналінгу. 
Білок має сайт для зв'язування з хромофором. 
Локалізований у мембрані.